# Al Osborne
Alan Bruce „Ozzie” Osborne (Kanada, Ontario, Toronto, 1947. március 8. –) profi jégkorongozó.

## Karrier
Komolyabb junior karrierjét az OHA-s Toronto Marlborosban kezdte 1964-ben. Ebben a csapatban 1967-ig játszott. A szezon végén Memorial-kupa győztesek lettek. Az legelső NHL-drafton, az 1963-as NHL-amatőr drafton a New York Rangers választotta ki az 1. kör 4. helyén. Az National Hockey League-ben sosem játszott. Felnőtt pályafutását a CPHL-es Omaha Knightsban kezdte 1967 végén. A következő évben játszhatott 3 mérkőzést az AHL-es Buffalo Bisonsban majd lekerült az EHL-es Salem Rebelsbe. 1969 és 1977 között az OHA-Senior ligában játszott több csapatban is: három év az Orillia Terriersben, szintén három év a Brantford Foresters, majd egy év a Cambridge Hornetsben végül a Brantford Forestersből vonult vissza 1977-ben, miután megnyerték az Allan-kupát.

## Díjai
- Memorial-kupa: 1967
- Allan-kupa: 1977